# Aname watsoni
Espèce
Aname watsoni est une espèce d'araignées mygalomorphes de la famille des Anamidae.

## Distribution
Cette espèce est endémique du Pilbara en Australie-Occidentale,. Elle se rencontre vers Newman.

## Description
Le mâle holotype mesure 14,50 mm et la femelle paratype 19,60 mm, la carapace du mâle holotype mesure 5,63 mm de long sur 4,00 mm et l'abdomen 6,25 mm de long sur 3,75 mm et la carapace de la femelle paratype mesure 5,49 mm de long sur 4,03 mm et l'abdomen 7,70 mm de long sur 5,90 mm.

## Étymologie
Cette espèce est nommée en l'honneur de George Watson.

## Publication originale
- Castalanelli, Framenau, Huey, Hillyer & Harvey, 2020 : « New species of the open-holed trapdoor spider genus Aname (Araneae: Mygalomorphae: Anamidae) from arid Western Australia. » Journal of Arachnology, vol. 48, no 2, p. 169-213.